# Bumbăta, Ungheni
Bumbăta este un sat din raionul Ungheni, Republica Moldova.
Este situat la altitudinea de 109 metri față de nivelul mării. Distanța directă până la centrul raional Ungheni este de 23 km, iar până la Chișinău 104 km.

## Istorie
Prima atestare documentară a satului Bumbăta a fost în anul 1437 ca fiind proprietatea lui Petru Bumbota. In documentele din arhivă satul apare sub denumirea de Bombota, Bombotești și Bumbătești:
„Cu mila lui Dumnezeu, Noi Ilie Voievod, bine credinciosul domnul și robul stăpânului nostru Isus Hristos și cu fratele Domniei mele, Ștefan Voievod, domnul Țării Moldovei, bine am voit Domnia noastră și din bunăvoință noastră și cu agiutoriul lui Dumnezeu, iar am înoit ș-am întărit sfintei noastre mănăstiri din Poiană a sfântului Nicolae și am adaos întrânsa din averile noastre ca să poată a se chivernisi cei ce s-or afla viețuind întrânsa, satul anume unde este Mihil Roșea și Ripicenii și Rădăuții și unde este Balan și unde este Dragotă și unde este Șandrea și unde este Petrea Bumbotă și un loc din pustiu, pe din gios de Bumbotă, într-o vale ... ”
În anul 1831 în satul Bumbăta este ridicată o biserică cu hramul Sfântului Ierarh Nicolae. Ctitor al bisericii este Marghioala Sturdza, fiica postelnicului Ioniță Sturdza, însă se lăsa vechea biserică pentru a servi înmormântărilor. Actele oficiale din acea vreme pomenesc de o biserică de piatră, totuși ea a fost construită din cărămidă, tencuită și văruită, fiind acoperită cu șindrilă, având și o clopotniță mare.
La începutul secolului al XX-lea satul număra 178 de case cu 1374 de locuitori. Țăranii posedau pământ de împroprietărire cu o suprafață de 2.305 desetine.
Biserica a activat până în anul 1944 când în timpul operațiunii militare Iași-Chișinău din timpul celui de-al doilea război mondial biserica este distrusă, prin sat trecând chiar linia frontului. Imediat după terminarea războiului biserica nu s-a putut construi.
Abia în septembrie 1989 este sfințită piatra de temelie a noii biserici cu hramul Sfântul Nicolae. În 1997 biserica nouă este sfințită.

## Demografie
Conform recensământului din anul 2004, în sat locuiau 2.385 de oameni, dintre care 1.187 (49,77%) bărbați și 1.198 (50,23%) femei.
Structura etnică a populației în cadrul satului:
- Moldoveni - 99.54%
- Ucraineni - 0.29%
- Ruși - 0.13%,
- Găgăuzi - 0,04%

La recensământul din anul 2004 au fost înregistrate 731 gospodării, mărimea medie a unei gospodării era de 3,3 persoane.

## Administrație și politică
Componența Consiliului local Bumbăta (11 consilieri), ales la 5 noiembrie 2023, este următoarea:
|  | Partid                                       | Consilieri | Componență | Componență | Componență |
|  | -------------------------------------------- | ---------- | ---------- | ---------- | ---------- |
|  | Partidul Liberal Democrat din Moldova        | 3          |            |            |            |
|  | Partidul Acțiune și Solidaritate             | 3          |            |            |            |
|  | Platforma Demnitate și Adevăr                | 2          |            |            |            |
|  | Partidul Socialiștilor din Republica Moldova | 2          |            |            |            |
|  | Partidul Social Democrat European            | 1          |            |            |            |